# 1+1 Украина
«1+1 Украина» — общеукраинский телеканал. Входит в медиаконгломерат «1+1 Media».

## История
15 декабря 2022 года Национальный совет Украины по телевидению и радиовещанию переоформил лицензию «1+1 International», сменив название на «1+1 Украина». Контент обновлённого телеканала будет состоять из программ «1+1», фильмов и сериалов.
22 декабря 2022 года Национальный совет Украины по телевидению и радиовещанию выдал временное разрешение на вещание «1+1 Украина» на период военного положения в Украине на вещание в мультиплексе МХ-2 цифровой эфирной сети DVB-Т2 сроком на 1 год.
Телеканал начал вещание 24 декабря 2022 года. Русскоязычные программы транслируются в украинском озвучивании.

## Наполнение эфира

### Программы
- «Вечерний квартал»
- «Впечатляющие истории ТСН»
- «Говорит вся страна»
- «Голос страны»
- «Жизнь известных людей»
- «Женский квартал»
- «Лига смеха»
- «Мир наизнанку с Дмитрием Комаровым»
- «Мосейчук+»
- «Завтрак. Выходной» (также на «ТЕТ» и «Бигуди»)
- «Завтрак с 1+1» (также на «ТЕТ» и «Бигуди»)
- «Тайная жизнь матрёшки»
- «Семейные мелодрамы»
- «Меняю жену»

### Сериалы
- «Дочь посла» (укр. «Крила кохання»)

### Мультсериалы
- «Казаки. Футбол»
- «Крошка Кро»

## Ведущие
- Алла Мазур
- Наталья Мосейчук
- Руслан Сеничкин
- Людмила Барбир
- Неля Шелкопляс
- Егор Гордеев
- Юрий Горбунов
- Екатерина Осадчая
- Тимур Мирошниченко
- Вера Кекелия
- Валентина Хамайко
- Александр Попов
- Алексей Суханов